# Grails
Grails는 아파치 그루비 프로그래밍 언어(즉, 자바 플랫폼 기반)를 사용하는 오픈 소스 웹 애플리케이션 프레임워크이다.
관습에 따른 코딩을 준수함으로써 생산성이 높은 프레임워크가 되기 위해 개발되었으며 독립적인 개발 환경을 제공하고 개발자로부터 구성의 상세한 부분을 대부분 숨긴다.
Grails의 과거 이름은 "Groovy on Rails"였으며 2006년 3월 이 이름은 루비 온 레일즈 프레임워크의 개발자 David Heinemeier Hansson의 요청에 의해 사라지게 되었다. 작업은 2005년 7월 시작되어 0.1 릴리스가 2006년 3월 29일 출시되었으며 1.0 릴리스는 2008년 2월 18일 발표되었다.

## 같이 보기
- JRuby
- 그리폰 (프레임워크)